# Canton de Vielmur-sur-Agout
Le canton de Vielmur-sur-Agout est un ancien canton français situé dans le département du Tarn et la région Midi-Pyrénées.

## Géographie
Ce canton était organisé autour de Vielmur-sur-Agout dans l'arrondissement de Castres. Son altitude variait de 136 m (Serviès) à 322 m (Cuq) pour une altitude moyenne de 168 m.

## Communes
Le canton de Vielmur-sur-Agout comprenait 7 communes et comptait 6 153 habitants (population municipale) au 1er janvier 2010.
| Nom                           | Code Insee | Intercommunalité              | Superficie (km2) | Population (dernière pop. légale) | Densité (hab./km2) |
| ----------------------------- | ---------- | ----------------------------- | ---------------- | --------------------------------- | ------------------ |
| Vielmur-sur-Agout (chef-lieu) | 81315      | CC du Lautrecois-Pays d'Agout | 11,61            | 1 500 (2014)                      | 129                |
| Carbes                        | 81058      | CC du Lautrecois-Pays d'Agout | 7,40             | 215 (2014)                        | 29                 |
| Cuq                           | 81075      | CC du Lautrecois-Pays d'Agout | 14,99            | 494 (2014)                        | 33                 |
| Fréjeville                    | 81098      | CC du Lautrecois-Pays d'Agout | 9,48             | 633 (2014)                        | 67                 |
| Guitalens-L'Albarède          | 81132      | CC du Lautrecois-Pays d'Agout | 9,36             | 867 (2014)                        | 93                 |
| Sémalens                      | 81281      | CC du Sor et de l'Agout       | 11,12            | 2 042 (2014)                      | 184                |
| Serviès                       | 81286      | CC du Lautrecois-Pays d'Agout | 12,80            | 629 (2014)                        | 49                 |

## Représentation

### Conseillers généraux de 1833 à 2015
| Période | Période           | Identité                                | Étiquette                   | Qualité                                                                                               |
| ------- | ----------------- | --------------------------------------- | --------------------------- | --- |
| 1833    | 1834 (annulation) | Auguste Guibal                          |                             | Manufacturier à Castres                                                                               |
| 1834    | 1868 (décès)      | Jacques Bernadou                        | Opposition dynastique       | Capitaine de la Garde nationale, propriétaire, maire de Castres Député (1837-1846)                    |
| 1868    | 1889              | Joseph Bernadou                         | Droite                      | Propriétaire, maire de Vielmur-sur-Agout                                                              |
| 1889    | 1895              | Victor Pesteil                          | Républicain                 | Propriétaire - Maire de Sémalens (1884-1892), conseiller d'arrondissement                             |
| 1895    | 1910 (démission)  | Frédéric Milhau                         | Rad.                        | Propriétaire du château de Mélou, près de Castres Maire de Vielmur-sur-Agout (1881-1882 et 1884-1910) |
| 1910    | 1919              | Alfred Lavèze                           |                             | Industriel - Maire de Vielmur-sur-Agout (1910-1914, 1916-1919 et 1925-1929)                           |
| 1919    | 1925              | Jean Bernadou (fils de Joseph Bernadou) | Conservateur                | Propriétaire Maire de Vielmur-sur-Agout (1919-1925 et 1935-1944)                                      |
| 1925    | 1940              | Louis Rascol                            | Rad.                        | Ancien directeur d'école primaire supérieure Maire de Vielmur-sur-Agout (1929-1935)                   |
|         |                   |                                         |                             | |
| 1945    | 1967 (décès)      | Roger Iversenc                          | Rad.                        | Médecin à Guitalens                                                                                   |
| 1967    | 1988              | René Barbut                             | Rad. puis MRG puis UDF-Rad. | Docteur en médecine, adjoint au maire de Vielmur-sur-Agout                                            |
| 1988    | 1995 (décès)      | André Aussaguès                         | PS                          | Professeur de lycée agricole Maire de Serviès (1983-1995)                                             |
| 1996    | 2015              | Robert Clarenc                          | DVG                         | Principal de collège Maire de Vielmur-sur-Agout (1977-2008)                                           |

### Conseillers d'arrondissement (de 1833 à 1940)
| Période | Période      | Identité                                      | Étiquette   | Qualité |
| ------- | ------------ | --------------------------------------------- | ----------- | --- |
| 1833    | 1842         | Louis Auguste Frézouls (1786-1856)            |             | Maire de Vielmur (1833-1843)                                                                                |
|         |              |                                               |             | |
| 1845    | 1848         | Paul Augustin de Raynaud-Martinet (1808-1854) |             | Propriétaire à Vielmur et à Cuq                                                                             |
| 1848    | 1852         | Camille de Taffanel de La Jonquière           |             | Propriétaire à Guitalens                                                                                    |
| 1852    |              | M. Belot                                      |             | Juge de paix                                                                                                |
|         |              |                                               |             | |
|         | 1882 (décès) | Jean Marie Victor Bernadou (1832-1882)        |             | Maire de Vielmur                                                                                            |
|         |              |                                               |             | |
| 1886    | 1889         | Victor Pesteil                                | Républicain | Propriétaire - Maire de Sémalens (1884-1892)                                                                |
|         |              |                                               |             | |
| 1898    |              | Paul Fabre                                    | Radical     | Maire de Sémalens (1896-1912)                                                                               |
|         |              |                                               |             | |
| 1928    | 1934         | Louis Barrau                                  | Radical     | Médecin |
| 1934    | 1940         | Henri Lucas                                   | Républicain | Maire de Fréjeville                                                                                         |
| 1940    |              |                                               |             | Les conseils d'arrondissement ont été suspendus par la loi du 12 octobre 1940 et n'ont jamais été réactivés |

## Démographie
| 1962  | 1968  | 1975  | 1982  | 1990  | 1999  | 2006  | 2010  | - |
| ----- | ----- | ----- | ----- | ----- | ----- | ----- | ----- | - |
| 3 397 | 3 647 | 3 733 | 4 048 | 4 648 | 5 116 | 5 873 | 6 153 | - |